# Завоювання Плассана
Завоювання Плассана (фр. La conquête de Plassans) - роман Еміля Золя 1874 року, четверта частина двадцятитомного циклу "Ругон-Маккари". Як і в першому романі "Кар'єра Ругонів", дія відбувається у вигаданому містечку Плассан. У центрі уваги — священнослужитель, інтриги якого змушують коритися місто. 

## Зміст
На початку зображено приємне і спокійне повсякденне життя Франсуа Муре та його дружини Марти Муре (двоюрідних братів, що одружилися без закоханості). Франсуа — слабкий характером чоловік, якому бракує завзяття веде рід від Маккарів. Марта страждає на поки що не діагностоване психічне захворювання, походить з Ругонів. Обидві родини являють собою споріднені вітки одного дому. У них троє дітей. Їхній старший син Октав, привабливий, але гулящий хлопець, дуже привабливий для жінок, знаходиться в центрі уваги пізніших романів "Прекрасний дім" і "Дамський рай". Крім того, у подружжя Муре є молодший син Серж та розумово відстала донька Дезіре. Обидва грають важливі ролі в книзі "Гріх абата Муре".
Життя сім'ї змінюється, коли до них переїжджає абат Овіде Фожа зі своєю літньою матір'ю як квартиранти. У ролі агента Наполеона, священнослужитель повинен перешкодити перемозі республіканського кандидата на майбутніх виборах префекта, про що ми дізнаємося у ході сюжету, але на початку нам про це не відомо. Спочатку Фожа з'являється як таємничий незнайомець, який з часом за допомогою інтриг та наклепів здобуває вплив на Марту та різних впливових мешканців Плассана. Сестра абата Фожа, Олімпія, та її чоловік Труш також переїжджають до сім'ї Мурів через скрутне фінансове становище. Незабаром вони займають все більше місця в будинку, з'їдають їжу з комори й виштовхують Франсуа з родини під приводом божевілля. Марта впадає в релігійне шаленство, зациклюючись на абаті Фожа (якому пізніше вона зізнається в прихованому коханні). Нарешті, з наростаючою сплутаністю свідомості настає припадок, в якій вона кілька разів завдає собі тілесних ушкоджень. Вчинки приписуються Муре шляхом навмисного маніпулювання новими мешканцями будинку, який потім потрапляє до психлікарні як "божевільний". Тепер незручного власника будинку і водночас політичного опонента ліквідовано.
В результаті цих подій та вмілої тактики абата, раніше ворожі політичні табори знову зближуються і домовляються про спільний підхід до майбутніх виборів. Рішення про голосування приймається на користь про-наполеонівського кандидата.
Марта розуміє, що весь цей час була лише інструментом абата, і відвертається від нього. Після відвідин чоловіка в камері, сповнена почуття провини, вона йде до свого дядька Маккурта, вільнодумця, який деякий час скептично спостерігав за подіями, що відбувалися. Він має давню сварку з батьками Марти й вважає їх співучасниками всієї інтриги.
Тієї ж ночі Франсуа виривається з дому, щоб відвідати дружину, і знаходить свій будинок захопленим клікою Фожа. Сповнений люті, він підпалює будинок, де загинають усі пожильці разом з Франнсуа. Незабаром після цього Марта помирає в будинку своєї матері через сухоти, спричинені тяжкою хворобою легенів.

## Створення
На написання роману, присвяченого лихому впливу релігії, Золя надихнула стаття в журналі "Дзвін" (la Cloche), в якій йшлося про стосунки між єзуїтом Дюфуром і його покаянною. Це спонукало його змінити початковий план, згідно з яким проблемі священників, целібату та релігії мав бути присвячений лише один роман (зрештою, "Гріх отця Муре"). Конкретна концепція твору, можливо, пішла від Гонкурів та їхньої пані Жервезе, яка також зображувала руйнівний вплив відданості на жіночу психіку. 

## Історичні інспірації
Роман "Завоювання Плассана" є продовженням книги "Походження сім'ї Ругон-Маккарів" - він показує наслідки державного перевороту 1851 року в провінції, у вигаданому провансальському містечку Плассан. Хоча місце дії є літературною вигадкаю (хоча і точно змодельованим під Екс-ан-Прованс), його реалії передані з дивовижною точністю — процес "відвоювання у бонапартизму" регіонів, які щойно голосували на виборах за легітимістів, відбувався у Франції у величезних масштабах, і священика Фожа можна вважати типовим персонажем. Золя також показує, як вплив церкви нейтралізував амбіції місцевих кланів, на прикладі занепаду позицій Ругонів у міру зростання впливу Фожа. Символічний вимір має фінальна сцена, в якій вмираюча Марфа бачить свого сина у священичій рясі на тлі відблисків вогню. 

## Критика
За перші шість місяців видання вдалося продати лише 1 500 примірників, що, хоча і було краще порівняно з попередніми томами серії, але все ж таки було невтішним результатом. Гюстав Флобер знову високо оцінив твір. Пізніше, хоча достоїнства твору були оцінені, суттєвою перешкодою для його популярності стала дуже тісна вписаність у конкретний історичний і моральний контекст. Дійсно, численні натяки на церковну діяльність у провінції, легко зрозумілі сучасникам, через роки стали нечитабельними. Водночас багато критиків звинувачували Золя в недостатньому розумінні описуваних проблем і поверховості аналізу. 

## Український переклад
Еміль Золя. Завоювання Плассана. Пер. з фр. Є. Рудинська. Київ: «Дніпро», 1972 — 314 с.